# Arbeitsrecht im Betrieb
Die Arbeitsrecht im Betrieb (AiB) ist eine Fachzeitschrift für Betriebsräte, Schwerbehindertenvertretungen sowie Jugend- und Auszubildendenvertretungen, die seit 1980 monatlich erscheint. Die tatsächlich verbreitete Auflage lag im dritten Quartal 2010 bei 18.050 Exemplaren, damit werden nach Angaben des Verlags circa 90.000 Leser (Abonnenten und Bibliotheken) erreicht.

## Inhalt
Die Zeitschrift informiert über die rechtlichen Handlungsmöglichkeiten des Betriebsrats. Ständige Themen sind das Arbeitsrecht, Betriebsverfassungsrecht und die Grundlagen der Betriebsratsarbeit. Dazu gehören auch betriebswirtschaftliche Zusammenhänge, Gerichtsentscheidungen, Gesetzesvorhaben, Kommunikationstechniken und Verhandlungsführung. Alle Themen werden mit fachlichem Anspruch und orientiert an den Erfordernissen der Praxis dargestellt. Zu den Autoren gehören Rechtsanwälte mit dem Schwerpunkt Arbeitsrecht, juristische Experten der Gewerkschaften, Betriebswirte und Sozialwissenschaftler. Pro Jahr erscheinen elf Ausgaben, deren Ziel es ist, alle Facetten eines Titelthemas mit Beiträgen verschiedener Autoren zu beleuchten, beispielsweise „Umstrukturierung im Unternehmen“ oder „Arbeitsentgelt“.

## Verlag
Die Zeitschrift erschien bis 2008 in der „Arbeitsrecht im Betrieb Verlagsgesellschaft mbH“ (abgekürzt AiB Verlag) und seit der Verschmelzung der Verlage 2009 im  Bund-Verlag, Frankfurt a. M. Die Redaktion hat ihren Sitz in Köln.

## Entwicklung
Der Arbeitgeber hat die Kosten zu tragen, die durch die Tätigkeit des Betriebsrats entstehen. Die Rechtsprechung hat mehrmals entschieden, dass hierzu auch die Kosten der AiB zählen. Zuletzt entschied das BAG durch Beschluss, dass die AiB als Fachzeitschrift trotz Internetzugangs ein erforderliches Arbeitsmittel der Betriebsratsarbeit darstellt.
Seit Ende 2005 umfasst das Abonnenten achtmal jährlich die Beilage AiBplus – Mehr Wissen für Betriebsräte, die Unternehmensreportagen und Interviews zur Betriebsratsarbeit enthält. Außerdem gibt es den einen 14-täglich als E-Mail und zum Online-Abruf erscheinenden Informationsdienst Arbeitsrecht zu arbeitsrechtlichen Entscheidungen und deren praktischer Bedeutung für die Betriebsratsarbeit. Auf der Website zur Zeitschrift können Abonnenten auf Kurzfassungen und Hintergrundinformationen zu den Themen der Printausgabe zugreifen. Zusätzlich werden Arbeitsmaterialien und Vorlagen für die Betriebsratsarbeit bereitgestellt. Seit April 2009 haben die Abonnenten der Zeitschrift auch online Zugriff auf die aktuelle Ausgabe der Zeitschrift. Im November 2010 wurde für Abonnenten zudem ein Online-Archiv mit allen Beiträgen seit Januar 2006 im Volltext freigeschaltet. Seit 2014 erscheint die Zeitschrift im neuen redaktionellem Gewand und ab 21. Juli gibt es eine online-Erweiterung, die sich AiB-Assist nennen wird.

## Deutscher Betriebsräte-Preis
Unter der Schirmherrschaft des Bundesministers für Arbeit und Soziales lobt die Zeitschrift seit 2009 jährlich den Deutschen Betriebsräte-Preis aus, mit dem eine Anerkennung und Würdigung des Einsatzes von Betriebsräten für die Belange der Beschäftigten verbunden ist.